# Vùng đất thấp Biển Đen

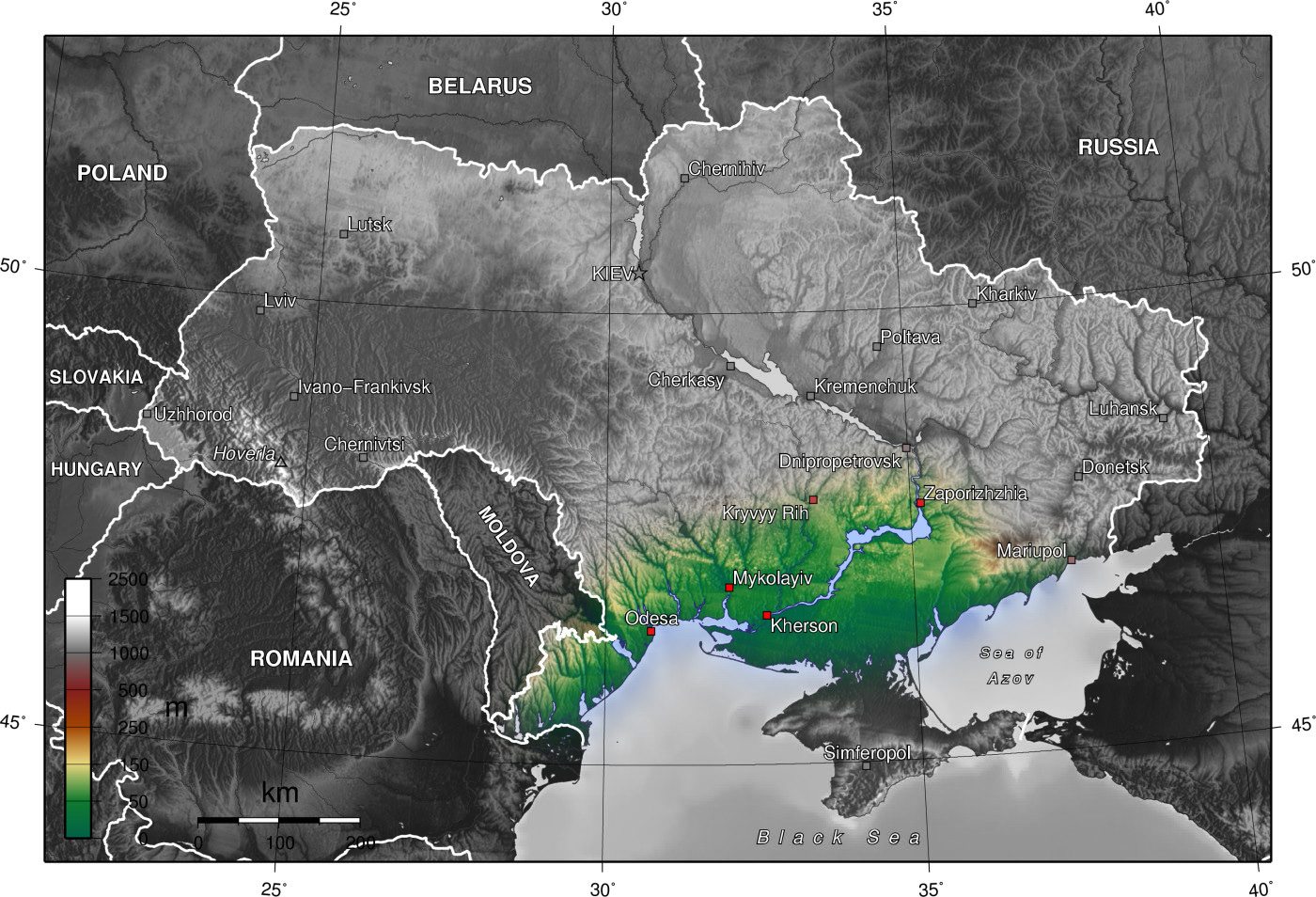
Vùng đất thấp Biển Đen

Vùng đất thấp Biển Đen (tiếng Ukraina: Причорноморська низовина) là một điểm đặc trưng địa lý chính của khu vực phía bắc biển Đen và đồng bằng Đông Âu. Khu vực hầu như nằm hoàn toàn trong miền Nam Ukraina, chiếm khoảng một nửa diện tích miền này.

## Vị trí
Vùng đất thấp nằm dọc bờ phía bắc của biển Đen, về phía tây trải dài đến đồng bằng Danube, tiếp giáp với đồng bằng Wallachia và hình thành đồng bằng Hạ Danube, và Bugeac. Về phía đông, khi vượt qua sông Molochna, nó trở thành  một vùng cận duyên hải Azov. Ở phía đông nam, vùng đất thấp Biển Đen trải dài đến bán đảo Krym, tại đó nó được gọi là "vùng đất thấp "Krym".
Ranh giới phía bắc tiếp giáp với một số vùng cao như cao nguyên Moldavia, 
cao nguyên Podillia, cao nguyên Dnepr, rặng Zaporizhia, cao nguyên Azov. Các vùng đất thấp Azov, Krym và Bugeac được xem là phần mở rộng của vùng đất thấp Biển Đen và là các vùng cực của nó.
Khu vực nằm trên địa bàn các tỉnh Odesa, Mykolaiv, Kherson, Zaporizhzhia, Dnipropetrovsk, Donetsk và và Krym của Ukraina.

## Mô tả
Vùng đất thấp Biển Đen là một đồng bằng tích tụ, ít bị chia cắt, là một phần của đồng bằng Đông Âu lớn hơn, dốc dần về phía biển Đen và biển Azov. Độ cao thay đổi từ −5 (gần vịnh cửa sông Kuialnyk) đến 179 m, trung bình là 90–150 m.
Khu vực bị chia cắt do các thung lũng sông rộng của sông Dnepr, Nam Bug, Dniester và các sông khác. Đường phân thủy bằng phẳng; khu vực có điểm đặc trưng là các vũng lõm đáy phẳng - pid. Dải ven biển phần lớn là dốc, thường xuyên xảy ra sạt lở đất. Gần biển, có nhiều cửa sông sâu (
Dnepr, Dnister) và những doi cát vươn ra biển.
Khu vực có cảnh quan thảo nguyên, loại đất phổ biến là chernozem (đất đen) phương nam và đất hạt dẻ đậm. Hầu hết thảo nguyên được cày bừa và sử dụng làm đất nông nghiệp.